# حشف النخل
حَشَف النخل أحد مسببات الأمراض النباتية التي تصيب نخيل جوز الهند.